# Pola X (colonna sonora)
Pola X è la colonna sonora dell'omonimo film del 1999 del regista francese Léos Carax, composta e prodotta dal cantautore statunitense Scott Walker (la sua prima completa in assoluto, dopo una lunga serie di canzoni destinate al cinema come The Rope and the Colt del 1969 per Une corde, un colt, I Still See You del 1971 per Messaggero d'amore, Man from Reno per  Toxic Affair  del 1993 e Only Myself to Blame del 1999 per Il mondo non basta ). Include anche contributi di Smog, dei Sonic Youth, di Fairuz, di Nguyên Lê e di M. Luobin Wang. È stata pubblicata il 17 maggio 1999 in Francia e in Giappone a seguito delle recensioni positive da parte della critica.

## Il disco
La colonna sonora di Pola X è stata registrata a Parigi presso gli Studios Davout e a Londra presso il Lansdowne Recording Studio e gli Air Studios. La maggior parte delle composizioni di Walker è stata in seguito inclusa nel quinto disco della compilation del 2003 5 Easy Pieces.
Il cantante ha riutilizzato poi alcuni pezzi scartati per il film per spettacoli di danza, ovvero quello del 2007 And Who Shall Go to the Ball? And What Shall Go to the Ball? per la compagnia di danza CandoCo con sede a Londra e per le produzioni di ROH2 del duetto di Jean Cocteau Duetto per uno nel 2011. 

| Recensione | Giudizio |
| ---------- | -------- |
| AllMusic   | 1        |

## Lista delle tracce
Tutte le composizioni di Scott Walker, eccetto dove indicato
1. The Time Is Out Of Joint! – 1:08
2. Light – 3:20
3. Meadow – 2:09
4. The Darkest Forest – 5:42
5. Extra Blues (Smog) – 6:03 (Bill Callahan)
6. Never Again – 1:26
7. Iza Kana Zanbi (Fairuz) – 8:53 (Assy Rahbany, Mansour Rahbany)
8. Trang Mo Ben Suo (Nguyên Lê) – 1:15 (M.Le Mong N'Guyen)
9. Zai Na Yao Yuan De Di Fang (M. Luobin Wang) – 0:59 (M. Luobin Wang)
10. Church Of The Apostles – 5:53
11. Bombupper – 1:39
12. River Of Blood – 1:22
13. Blink (Sonic Youth) – 5:21 (Sonic Youth)
14. Running – 1:56
15. Closing – 1:49
16. Isabel – 6:51

Durata totale: 55:46

## Formazione
- Jean-Claude Dubois - direzione orchestrale
- Geoff Foster - mixaggio
- Paris Philharmonic Orchestra - orchestra
- Brian Gascoigne - orchestrazione
- Scott Walker - produzione